# Kronos (együttes)
A Kronos francia death metal együttes volt 1994-től 2017-ig. Szövegeik témái a görög mitológia, maga a zenekar is Kronoszról, Zeusz apjáról kapta a nevét.

## Tagok
- Chris Lewiss - ének
- Oscar Boris - basszusgitár, vokál
- Richard Chuatew - gitár
- Michael Saccomaner - dob

## Korábbi tagok
- Tems – gitár (1996–2003)
- Jérémy – basszusgitár (1994–1999)
- Marot – gitár (1994–1996)
- Kristof – ének (1994–2009)

## Diszkográfia
- Titan's Awakening (2001)
- Colossal Titan Strife (2004)
- The Hellenic Terror (2007)
- Arisen New Era (2015)

## Egyéb kiadványok
Válogatáslemezek
- Prelude to Awakening (2009)

Demók
- Outrance (1994)

Split lemezek
- Kronos / None Divine (2000)